# Eenslachtig
Met de term eenslachtig duidt men een bloem aan die (behalve eventueel een kelk, een kroon of een bloemdek) alleen mannelijke of alleen vrouwelijke voortplantingsorganen heeft. 
Bij bloemen wordt een meeldraad het mannelijke voortplantingsorgaan genoemd, en een stamper met vruchtbeginsel, stijl en stempels het vrouwelijke.
Een voorbeeld van planten met mannelijke en vrouwelijke bloemen vormt het geslacht zegge (Carex), waar beide gewoonlijk op dezelfde plant staan.

## Zie ook

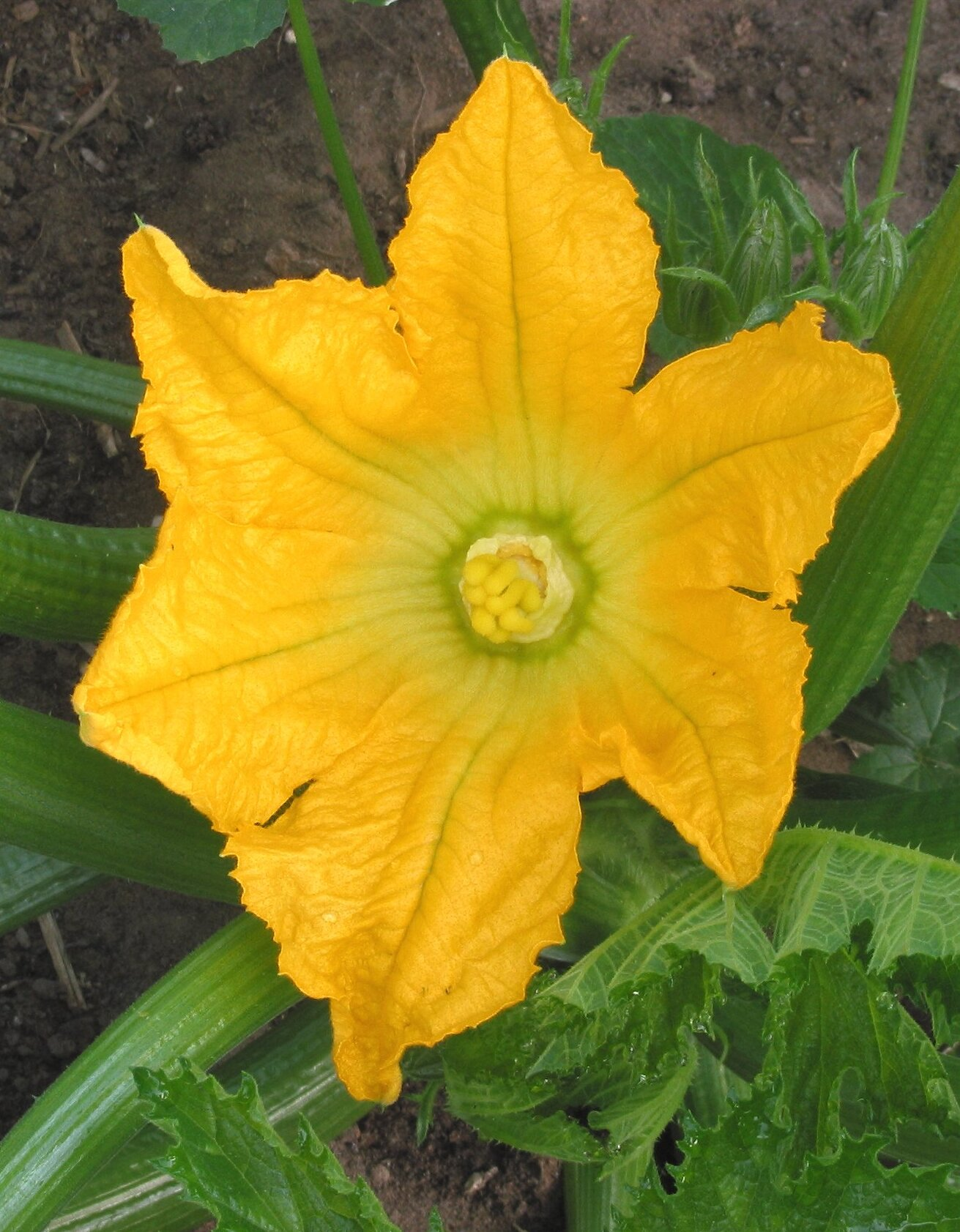
Vrouwelijke bloem van de eenhuizige courgette
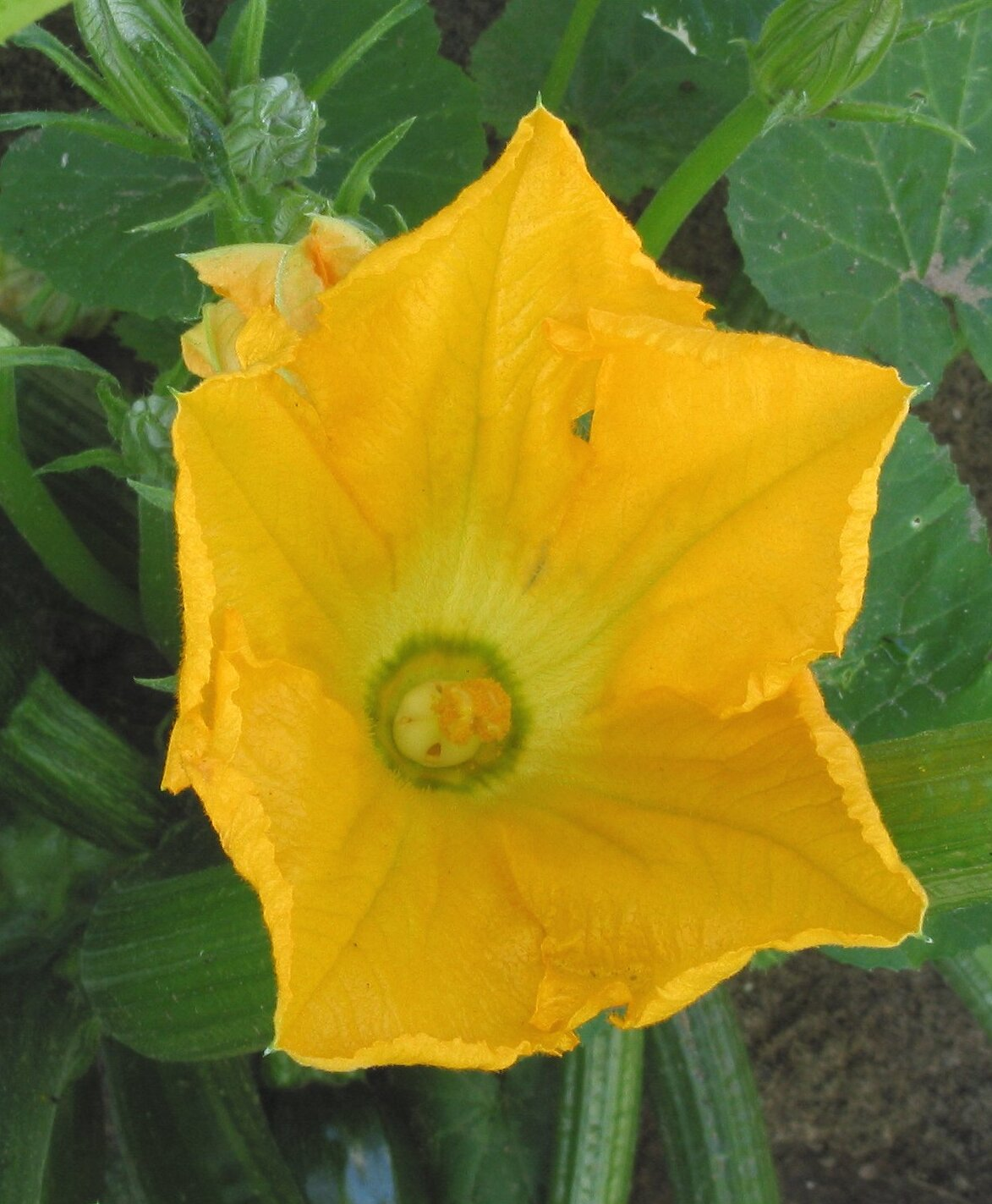
Mannelijke bloem van de eenhuizige courgette
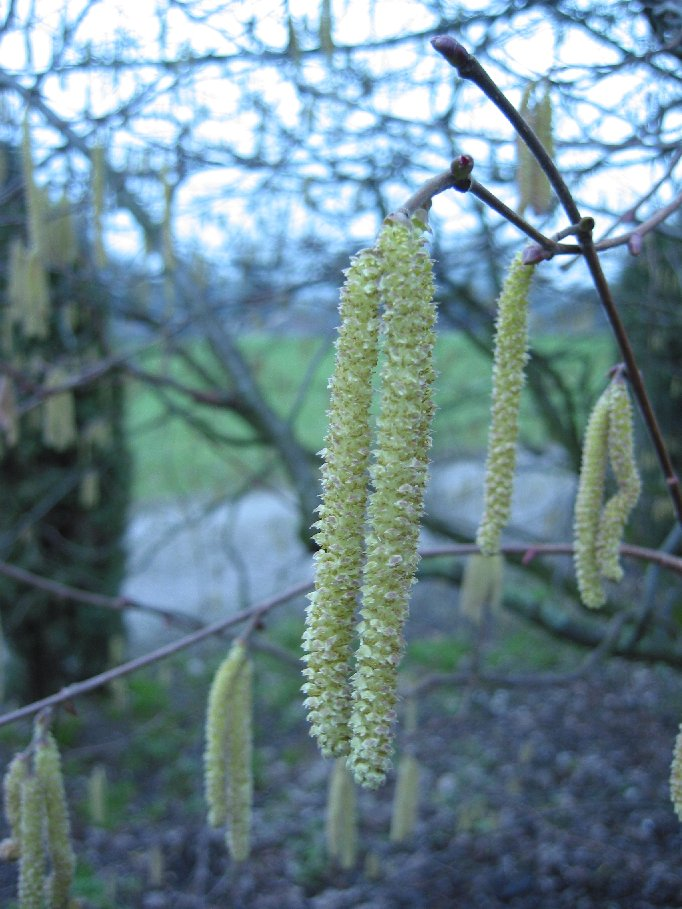
Mannelijke katjes van de eenhuizige hazelaar
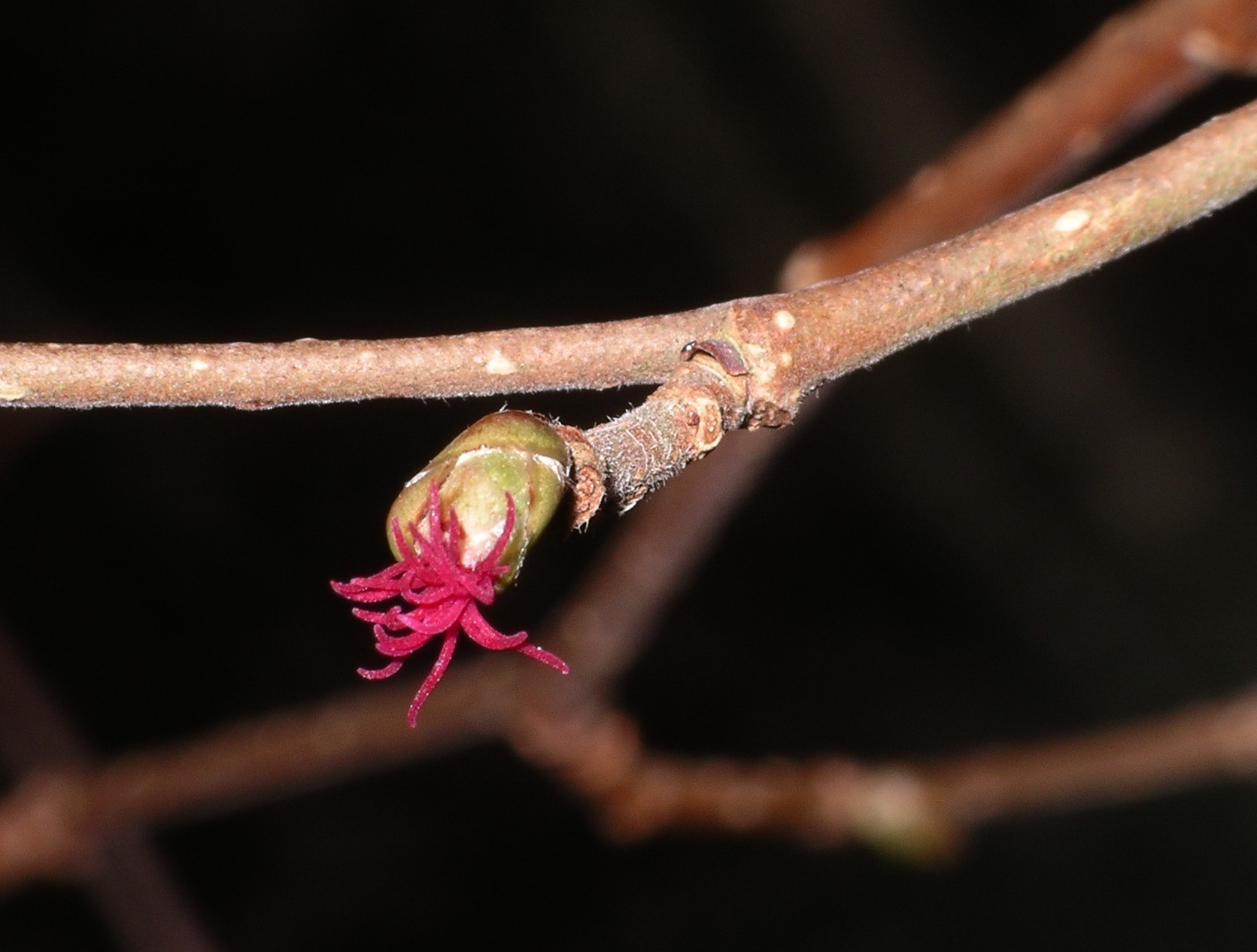
Vrouwelijke bloemen van de eenhuizige hazelaar
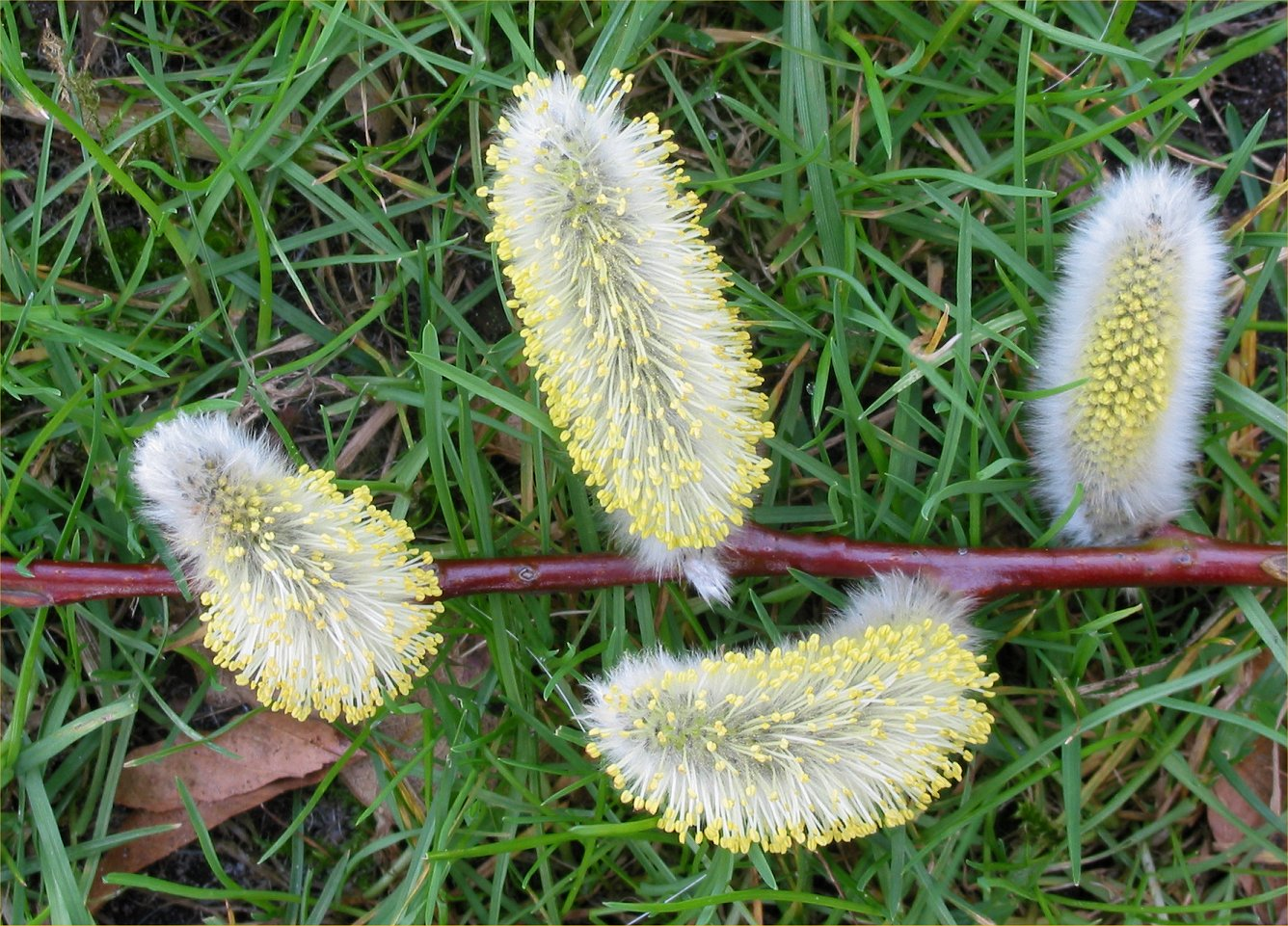
Mannelijke katjes van de tweehuizige schietwilg
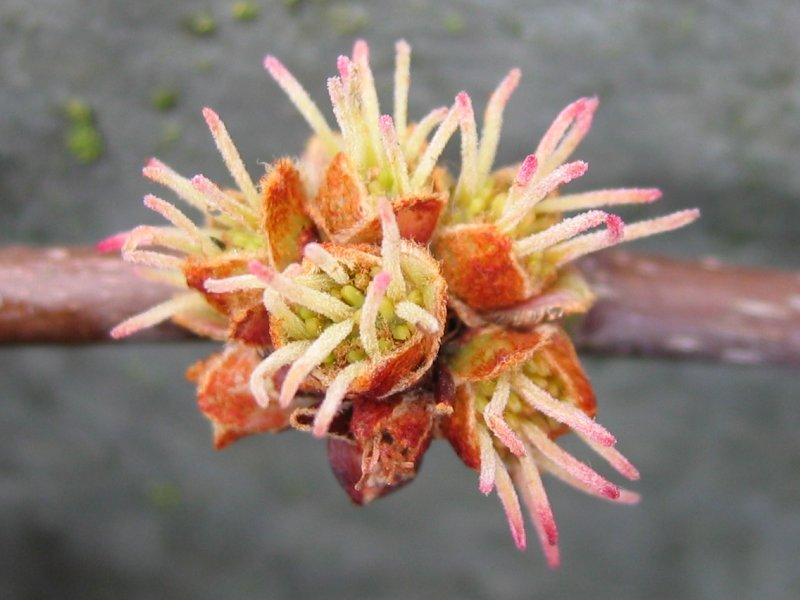
Vrouwelijke bloemen van de tweehuizige suikeresdoorn